# Santi Quattro Coronati
Sinforiano, Claudio, Nicostrato e Castorio, detti i Santi Quattro coronati († Sirmio, Pannonia, 304 o 306), secondo la tradizione erano quattro scalpellini cristiani e subirono il martirio sotto l'impero di Diocleziano: sono venerati come santi dalla Chiesa cattolica che insieme a loro ricorda san Simplicio, che ne ricompose le spoglie e fu per questo giustiziato.
Con lo stesso titolo vengono a volte indicati i santi Secondo, Carpoforo, Vittorino e Severiano, un gruppo di quattro soldati romani che affrontarono il martirio sempre sotto Diocleziano ad Albano, lungo la via Appia.
Memoria liturgica: 8 novembre per i martiri di Sirmio e 8 agosto per quelli di Albano.

## Agiografia

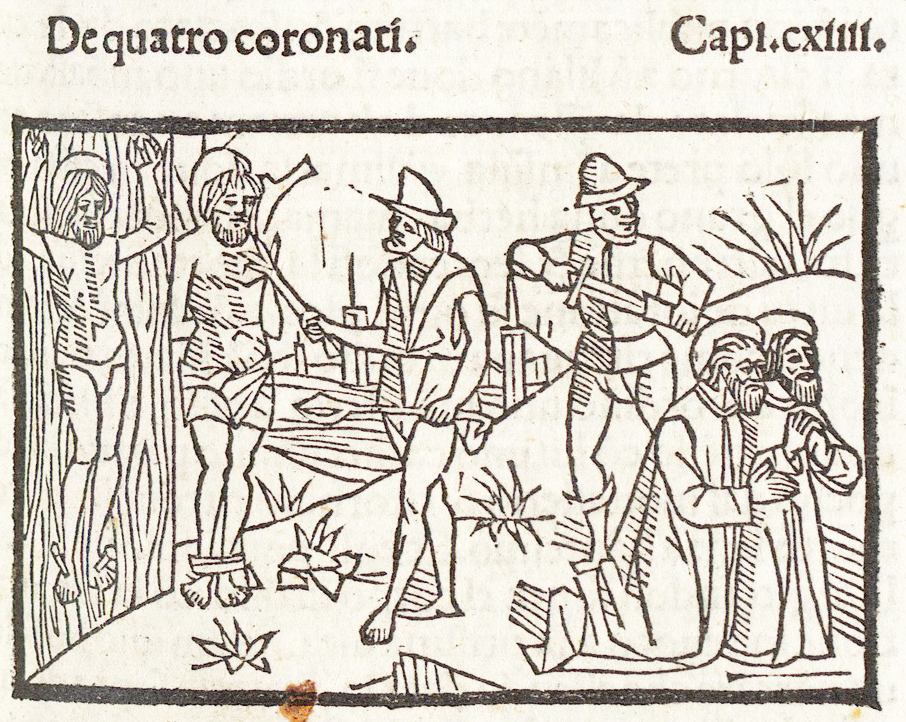
I Quattro Coronati nella Legenda Aurea (1497)

Secondo un'antica tradizione riferita dal Sacramentario gregoriano, i Quattro praticavano clandestinamente la religione cristiana a Sirmio: essendosi l'imperatore Diocleziano recato in Pannonia per acquistare dei marmi per i suoi palazzi, si rivolse a loro perché scolpissero un'effigie del dio Esculapio. Sinforiano, Claudio, Nicostrato e Castorio, confessando la loro religione, si rifiutarono di realizzare il simulacro di una divinità pagana; vennero fatti flagellare dal tribuno militare Lampedio perché abiurassero la loro fede ma, di fronte al loro rifiuto, vennero rinchiusi in casse di piombo e gettati nelle acque di un fiume. Simpliciano, un loro compagno di lavoro e correligionario, recuperò i loro corpi, ma, sorpreso nel gesto, fu condannato anch'egli a morte.
In base ad un'altra tradizione (che si intreccia e si confonde con la precedente) Secondo, Carpoforo, Vittorino e Severiano erano soldati dei romani di scorta a Diocleziano e vennero martirizzati per essersi rifiutati di venerare la statua di Esculapio: forse la confusione con l'altro gruppo di santi deriva dal fatto che i loro corpi occupavano le tombe dei martiri scalpellini prima che questi vi venissero traslati.

## Culto
Ai martiri di Pannonia è intitolata la chiesa romana dei Santi Quattro Coronati, sul colle Celio, risalente probabilmente al IV secolo, ma documentata solo dal 595, trasformata in basilica da papa Leone IV (847-855) e titolo cardinalizio. Una visita alla basilica rende chiaro che l'aula centrale ha un pavimento romano parzialmente rimaneggiato ma di grande bellezza, nonché colonne romane corinzie con evidenza anteriori al IV secolo (probabilmente del II secolo). Sicuramente è innestata su un edificio romano più antico.
Nel Medioevo divennero patroni dei muratori, degli scalpellini e delle corporazioni edili. 
I Quattro Martiri Coronati furono venerati presto in Inghilterra, e il Venerabile Beda notò che c'era una chiesa a loro dedicata a Canterbury. Questa venerazione può forse essere spiegata dal fatto che Agostino di Canterbury proveniva da un monastero vicino alla Basilica dei Santi Quattro Coronati a Roma, o perché le loro reliquie furono inviate da Roma in Inghilterra nel 601.

## "Calco" massonico
Per questo precedente di culto insulare e per la loro connessione con l'arte delle costruzioni, i Santi Quattro furono oggetto di un calco da parte della Massoneria: la Loggia Q.C. (Quatuor Coronati) di Londra, ad esempio, fu fondata ispirandosi sia al legame simbolico dei massoni con la lavorazione della pietra, sia ad una contaminatio letteraria tra Legenda Aurea e Poema Regio.
Questo ultimo testo (detto anche Halliwell Manuscript) è fatto risalire al 1390 circa e sarebbe uno dei più antichi documenti massonici: poiché ai versi 497-534 narra dei nove martiri dei due gruppi (quelli di Sirmio, quelli di Albano e Simplicio) come un gruppo omogeneo (accogliendo quella che allora era la consolidata agiografia cattolica), un gruppo ottocentesco di nove massoni (Charles Warren, William Harry Rylands, Robert Freke Gould, il reverendo Adolphus Frederick Alexander Woodford, Walter Besant, John Paul Rylands, il maggiore Sisson Cooper Pratt, William James Hughan e George William Speth) nel 1884 vi si ispirò per proporre una nuova genealogia massonica che sostituisse "gli scritti fantasiosi degli autori precedenti sulla storia della Massoneria". A causa dell'assenza del Gran Maestro, Sir Charles Warren, in missione diplomatica nell'Africa del Sud, la Loggia da loro istituita fu ufficialmente inaugurata solo due anni dopo. Iniziò così quella che oggi viene definita la “scuola autentica” della ricerca massonica.